# Desmacella hyalina
Desmacella hyalina — вид губок родини Desmacellidae. Описаний у 2020 році.

## Поширення
Вид поширений на сході Тихого океану біля західного узбережжя Канади. Виявлений на коралових рифах у протоці Гекате і затоці Королеви Шарлотти.